# Гутьеррес, Фрой
Фро́йлан Гутье́ррес III (англ. Froylan Gutierrez III; род. 27 апреля 1998 года, Хайленд-Парк, Техас, США) — американский актёр и певец, наиболее известный по роли Джейми Хенсона в сериале «Жестокое лето», а также по роли Нолана Холлоуэйя в сериале «Волчонок». Гутьеррес также выпускает музыку под псевдонимом Froy.

## Биография
Родился 27 апреля 1998 года в городе Хайленд-Парк (штат Техас) в семье Фройлана и Хизер Ли Гутьеррес. Гутьеррес до пяти лет жил в Гвадалахаре, пока его семья не вернулась в Техас. Его отец — мексиканец, а мать — американка. Фрой — старший из трёх детей в семье: у него есть младшие брат и сестра.
Гутьеррес посещал среднюю школу исполнительского и изобразительного искусства имени Букера Т. Вашингтона. В школьные годы занимался в Далласком детском театре.
С детства Гутьеррес также проявлял интерес к музыке. С 11 лет начал писать песни.

## Карьера
Актёрская карьера Гутьерреса началась, когда его заметил агент на одной местной постановке. После этого он начал посещать прослушивания на роли в фильмах и сериалах, а также снялся в различных рекламных роликах, включая ролики для таких брендов, как AT&T и Hasbro. В ноябре 2015 года дебютировал на телевидении во второстепенной роли в сериале «Белла и Бульдоги». В 2016 году исполнил эпизодическую роль в сериале «Голдберги».
В 2017 году сыграл в четырёх эпизодах в ситкоме Netflix «Живем сегодняшним днем». В том же году появился в роли Нолана в шестом сезоне сериала «Волчонок».
27 июля 2018 года Гутьеррес выпустил свой первый сингл «Sideswipe».
В ноябре 2019 года получил постоянную роль в сериале «Жестокое лето», премьера которого состоялась 20 апреля 2021 года. 8 декабря 2023 года телеканал Freeform закрыл телесериал после двух сезонов.
В октябре 2021 года стало известно, что Гутьеррес сыграет в предстоящем комедийном фильме ужасов режиссёра Энн Флетчер «Фокус-покус 2». Фильм вышел на платформе Disney+ 30 сентября 2022 года. В 2024 году исполнил главную роль в фильме ужасов Ренни Харлина «Незнакомцы: Начало». В мае 2024 года стало известно, что Гутьеррес вернётся к своей роли в фильме «Незнакомцы: Часть вторая».
В феврале 2025 года Гутьеррес присоединился к актёрскому составу подросткового апокалиптического хоррора «This Is Not a Test».

## Личная жизнь
Гутьеррес является открытым геем. С 2023 года состоит в отношениях с актёром Зейном Филлипсом.

## Фильмография
| Год       |     | Русское название           | Оригинальное название    | Роль           |
| --------- | --- | -------------------------- | ------------------------ | -------------- |
| 2015—2016 | с   | Белла и Бульдоги           | Bella and the Bulldogs   | Чарли          |
| 2016      | с   | Голдберги                  | The Goldbergs            | Бен            |
| 2017      | с   | Живем сегодняшним днем     | One Day at a Time        | Джош           |
| 2017      | ф   | История ковбойши           | A Cowgirl's Story        | Джейсон Карвер |
| 2017      | с   | Волчонок                   | Teen Wolf                | Нолан          |
| 2017      | кор | —                          | The Halloween Party      | Макс           |
| 2018      | с   | Лиза по первому требованию | Liza on Demand           | Даг            |
| 2019      | с   | Легкий как перышко         | Light as a Feather       | Ридж Рейес     |
| 2020      | с   | Без связи                  | Wireless                 | Брэд Карнеги   |
| 2020      | ф   | Крик. Кровавое посвящение  | Init!ation               | Уэс Скотт      |
| 2022      | ф   | Фокус-покус 2              | Hocus Pocus 2            | Майк           |
| 2021—2023 | с   | Жестокое лето              | Cruel Summer             | Джейми Хенсон  |
| 2024      | ф   | Незнакомцы: Начало         | The Strangers: Chapter 1 | Райан          |
| 2025      | ф   | Незнакомцы: Часть вторая   | The Strangers: Chapter 2 | Райан          |
|           | ф   | —                          | This is Not a Test       |                |

## Дискография
Синглы 
- «Sideswipe» (2018)
- «Fix Me» (2019)
- «Crash» (2019)
- «When It’s Midnight» (2019)